# سانتياجو بيريث دي مانسالباس
سانتياجو بيريث دي مانسالباس أو مانوسالبا (بالإسبانية: Santiago Pérez de Manosalbas)‏ كاتب ومربي وصحفي وسياسي ودبلوماسي كولومبي ورجل دولة، وُلد في كونديناماركا عام 1830. شغل منصب رئيس الولايات المتحدة الكولومبية في الفترة من عام 1874 حتى عام 1876. اتسمت فترة ولايته ببدء أعمال السكك الحديدية في الشمال ودعمه الشديد لعملية التعليم، وبخاصة التعليم العام وأنشأ بنك كولومبيا عام 1875. كان عضوًا بالحزب الليبرالي الكولومبي. وتُوفي عام 1900.

## سيرته الذاتية
وُلد دي مانسالباس في ثيباكيرا بكونديناماركا في 23 مايو 1830، والتي كانت آنذاك تحمل اسم جمهورية غرناطة الجديدة. وُلد وسط أسرة من المزارعين. والده هو فيليبي بيريث والدته هي روسا مانوسالبا، وأخويه هما فيليبي بيريث ورافاييل بيريث. وتُوفي في المنفى في باريس بفرنسا في 5 أغسطس عام 1900 عن عامر ناهز السبعين عامًا. وتم دفنه في مقبرة باتيجنوليس في باريس، وظل هناك حتى عام 1952، إلى أن نقلت بقية رفاته إلى المقبرة المركزية في بوغوتا.